# Seine Kammerjungfer
Seine Kammerjungfer ist ein knapp einstündiges, deutsches Stummfilmlustspiel aus dem Jahre 1913 von Heinrich Bolten-Baeckers mit Rudolf Christians und Mizzi Parla in den Hauptrollen. Die Geschichte basiert auf der französischen Komödie Nelly Rozier von Paul Bilhaud und Maurice Hennequin.

## Handlung
Der verheiratete Rudi Windig ist ein rechter Don Juan, der stets allem Weiblichen hinterher jagt und stets den Mädchen den Kopf verdreht. Seine derzeitige Liaison heißt Nelly Lustig, eine aufstrebende junge Künstlerin. Der Schwerenöter möchte gern aber auch etwas mit der Freundin seiner Frau anfangen, die ihm recht gut gefällt. Und da er Nelly nicht einfach so von sich wegstoßen kann, muss er sich eine Ausrede einfallen lassen, um die Affäre mit Nelly zu beenden. So behauptet Rudi, er müsse die kommenden zwanzig Jahre verreisen und Nelly bis dahin auf ihn verzichten müsse. Zeitgleich hat Rudi ein anderes Problem am Hals: Auch die ältliche und etwas rundliche Kammerzofe seiner Gattin hat sich in ihn verguckt, und er weiß nicht, wie er jene loswerden soll. Schließlich verlässt Anna, die Zofe, freiwillig den Windig-Haushalt und nimmt ein Bildnis Rudis mit sich, das sie in ihrer Bluse versteckt. Da Nellys eigene Zofe derzeit krankheitsbedingt ausgefallen ist, bittet sie bei der Stellenvermittlung um Ersatz und bekommt ausgerechnet Anna zugewiesen. Beide Frauen ahnen nicht, dass jede von ihnen den windigen Windig kennt, und so ist die Überraschung groß, als Nelly bei Anna auf das Foto des alternden Herzensbrecher stößt.
Jetzt fliegt auch Rudis Geheimnis seiner verleugneten Ehe auf, und überdies erweist sich seine anstehenden zwanzigjährige Reise als dreiste Lüge: Natürlich hatte dieser Windhund zu keiner Zeit die Absicht, die Stadt zu verlassen. Nelly sinnt auf Rache. Sie bietet sich Gattin Martha Windig als neues Hausmädchen, als seine filmtitelgebende Kammerjungfer an. Als erstes muss Nelly feststellen, dass Martha Windig ganz offensichtlich das Spiel ihres Gatten nicht durchschaut, da sie sich daheim ganz auf das Funktionieren des Haushalts konzentriert. Rudi erfährt den Schocks seines Lebens, als er in der neuen Kammerjungfer seine alte Liebelei Nelly erkennt und fleht sie an, den Haushalt umgehend zu verlassen. Doch die lässt den treulosen Ehemann nicht so schnell vom Haken und macht ihm klar, dass sie beabsichtige, ihn an seine Pflichten als Gatten zu erinnern. Als ein Verwandter aus Brasilien auf Europareise hinzukommt, beginnen sich die Dinge zu verkomplizieren, denn der Mann hatte einst die hiesigen Örtlichkeiten verlassen, weil er ebenso wild wie hoffnungslos in Liebe zu Nelly entbrannt war. Nun versucht er, sehr zum Unmut Nellys, erneut sein Glück. Als Nelly Rudi einmal um den Hals fällt, stößt die gerade im Haushalt anwesende Freundin seiner Gattin dazu. Damit ist auch diese Liebelei beendet. Nelly glaubt nun, dass sie die hausbackene Frau Windig nur etwas aufhübschen müsse, damit diese Rudis Interesse wiedererwecken könne. Gesagt – getan. Rudi und Martha finden wieder zusammen, und Nelly lässt sich erweichen, es doch noch mit ihrem Brasilianer zu versuchen.

## Produktionsnotizen
Seine Kammerjungfer passierte die Filmzensur im Juli 1913 und wurde am 5. September desselben Jahres uraufgeführt. Der Dreiakter besaß eine Länge von 1036 Meter.

## Kritik
Die Kinematographische Rundschau lobte vor allem die Arbeit von Heinrich Bolten-Baeckers: „Dieser glänzende Regisseur hat in „Seine Kammerjungfer“ ein Meisterwerk allerersten Ranges geliefert, eine Komödie voll Drollerie, die glücklich die Frivolitäten des Originales durch angenehmen deutschen Humor mildert. So ist eine Reihe höchst amüsanter Szenen entstanden.“.
Der Egerer Anzeiger meinte, Mizzi Parlas „pikante Erscheinung und ihr prickelndes Spiel reißt as Publikum mit. Die bei einem Lustspiele fast unvermeidbaren Verwechselungen sind in der „Kammerjungfer“ sehr fein arrangiert und von verblüffendem Effekte.“.